# Elecciones legislativas de Colombia de 1990
Las elecciones del 11 de marzo de 1990 en Colombia fueron los comicios para elegir senadores, representantes, diputados de las asambleas departamentales, concejales municipales y alcaldes. Igualmente, fue la primera vez que el Partido Liberal Colombiano sometió a consulta popular la escogencia de su candidato presidencial.
De manera extraoficial un movimiento estudiantil bajo el lema "Todavía podemos salvar a Colombia", incluyó una consulta adicional para la convocatoria de una asamblea constituyente (origen de la actual Constitución del 4 de julio de 1991). Por ser una votación adicional dentro de las cinco corporaciones públicas a elegir, más el candidato presidencial del liberalismo, este movimiento recibió el nombre de "la séptima papeleta".

## Resultados

### Senado
De acuerdo con las normas electorales vigentes en 1990, el Senado de Colombia se componía de 114 escaños, los cuales se distribuyeron de la siguiente manera:
| Partido                          | Votos      | %    | Escaños | +/– |
| -------------------------------- | ---------- | ---- | ------- | --- |
| Partido Liberal Colombiano       | 4'470.853  | 58.6 | 66      | +8  |
| Partido Social Conservador       | 2'383.363  | 31.2 | 38      | –5  |
| Movimiento Nacional Conservador  | 147.953    | 1.9  | 1       | –   |
| Partido Comunista Colombiano     | 35.274     | 0.5  | 0       | –   |
| Movimiento Unitario Metapolítico | 23.264     | 0.3  | 0       | –   |
| Alianza Nacional Popular         | 492        | 0.0  | 0       | –   |
| Coaliciones                      | 358,246    | 4.7  | 7       | –   |
| Otros partidos                   | 207,458    | 2.7  | 2       | –   |
| Votos en blanco y nulos          | 27.247     | –    | –       | –   |
| Total                            | 7'654.150  | 100  | 114     | +2  |
| Censo electoral                  | 13'793.566 | 55.5 | –       | –   |

#### Votos por Departamento (Senado)
| Antioquia         | 474.981 | 54,88% | 6 | 341.875 | 39,50% | 6 | 865.418 | 13 |
| Atlántico         | 405.361 | 81,22% | 4 | 92.808  | 18,59% | 1 | 499.081 | 8  |
| Bolívar           | 257.176 | 68,92% | 4 | 115.427 | 30,93% | 1 | 373.130 | 5  |
| Boyacá            | 193.084 | 56,42% | 3 | 146.493 | 42,83% | 3 | 342.027 | 6  |
| Caldas            | 155.896 | 51,93% | 2 | 143.106 | 47,67% | 3 | 300.190 | 5  |
| Cauca             | 102.085 | 53,40% | 2 | 51.987  | 27,19% | 1 | 191.151 | 4  |
| Cesar             | 102.085 | 70,39% | 1 | 46.612  | 32,14% | 1 | 145.013 | 2  |
| Fuente: El Tiempo |         |        |   |         |        |   |         |    |

### Senadores electos
| Representante Electo                 | Circunscripción    | Partido o movimiento            | Votos   |
| ------------------------------------ | ------------------ | ------------------------------- | ------- |
| Bernardo de Jesús Guerra Serna       | Antioquia          | Partido Liberal Colombiano      | 199.486 |
| Darío Londoño Cardona                | Antioquia          | Partido Liberal Colombiano      |         |
| José Armando Estrada Villa           | Antioquia          | Partido Liberal Colombiano      |         |
| Álvaro Villegas Moreno               | Antioquia          | Partido Social Conservador      | 100.803 |
| Julio Ospina Ramírez                 | Antioquia          | Partido Social Conservador      |         |
| Álvaro Uribe Vélez                   | Antioquia          | Partido Liberal Colombiano      | 89.803  |
| William Jaramillo Gómez              | Antioquia          | Partido Liberal Colombiano      | 75.431  |
| Luis Alfredo Ramos Botero            | Antioquia          | Partido Social Conservador      | 61.231  |
| Luis Ernesto Garcés Soto             | Antioquia          | Partido Social Conservador      | 60.718  |
| Federico Estrada Vélez               | Antioquia          | Partido Liberal Colombiano      | 49.008  |
| Guillermo Vélez Urreta               | Antioquia          | Partido Social Conservador      | 45.000  |
| Bernardo Jaramillo Ossa              | Antioquia          | Coalición                       | 35.297  |
| Héctor Echeverry Coronado            | Antioquia          | Partido Social Conservador      | 34.826  |
| José Antonio Name Terán              | Atlántico          | Partido Liberal Colombiano      | 157.397 |
| Fuad Ricardo Char Abdala             | Atlántico          | Partido Liberal Colombiano      | 91.286  |
| Jaime Rodrigo Vargas Suárez          | Atlántico          | Partido Liberal Colombiano      | 87.807  |
| Roberto Víctor Gerlein Echeverría    | Atlántico          | Partido Social Conservador      | 76.605  |
| Pedro Martín-Leyes Hernández         | Atlántico          | Partido Liberal Colombiano      | 68.871  |
| David Turbay Turbay                  | Bolívar            | Partido Liberal Colombiano      | 80.268  |
| Juan José García Romero              | Bolívar            | Partido Liberal Colombiano      | 73.615  |
| Carlos Adolfo Espinosa Faciolince    | Bolívar            | Partido Liberal Colombiano      | 53.300  |
| Miguel Faciolince López              | Bolívar            | Partido Liberal Colombiano      | 49.994  |
| Rafael Ernesto Pérez Martínez        | Bolívar            | Partido Social Conservador      | 46.159  |
| Jorge Ignacio Tarazona Rodríguez     | Boyacá             | Partido Social Conservador      | 70.044  |
| Enrique Molano Calderón              | Boyacá             | Partido Liberal Colombiano      | 58.917  |
| Jaime Castro Castro                  | Boyacá             | Partido Liberal Colombiano      | 52.199  |
| Zamir Eduardo Silva Amín             | Boyacá             | Partido Liberal Colombiano      | 46.627  |
| Juan Bautista Pérez Rubiano          | Boyacá             | Partido Social Conservador      | 40.720  |
| Napoleón Peralta Barrera             | Boyacá             | Partido Social Conservador      | 35.729  |
| Omar Yepes Alzate                    | Caldas             | Partido Social Conservador      | 103.966 |
| Pilas Villegas de Hoyos              | Caldas             | Partido Social Conservador      |         |
| Luis Guillermo Giraldo Hurtado       | Caldas             | Partido Liberal Colombiano      | 75.232  |
| Víctor Renán Barco López             | Caldas             | Partido Liberal Colombiano      | 69.882  |
| Rodrigo Marín Bernal                 | Caldas             | Partido Social Conservador      | 39.140  |
| Luis Hernando Turbay Turbay          | Caquetá            | Coalición                       | 34.406  |
| Omar Hernando Ortega Rojas           | Caquetá            | Coalición                       | 19.584  |
| Jorge Aurelio Iragorri Hormaza       | Cauca              | Partido Liberal Colombiano      | 39.611  |
| Humberto Peláez Gutiérrez            | Cauca              | Partido Liberal Colombiano      | 36.769  |
| Guillermo González Mosquera          | Cauca              | Partido Liberal Colombiano      | 31.555  |
| Edgar Marino Orozco Agredo           | Cauca              | Partido Social Conservador      | 27.368  |
| Manuel Germán Cuello Gutiérrez       | Cesar              | Partido Social Conservador      | 42.572  |
| Felipe De Jesús Namen Rapalino       | Cesar              | Partido Liberal Colombiano      | 36.221  |
| Jorge Tadeo Lozano Osorio            | Chocó              | Partido Liberal Colombiano      | 16.816  |
| Daniel Palacios Martínez             | Chocó              | Partido Liberal Colombiano      | 13.220  |
| Edmundo López Gómez                  | Córdoba            | Partido Liberal Colombiano      | 85.870  |
| Jorge Ramón Elías Náder              | Córdoba            | Partido Liberal Colombiano      | 75.589  |
| Amaury García Burgos                 | Córdoba            | Partido Social Conservador      | 46.892  |
| Salomón Nader Nader                  | Córdoba            | Partido Liberal Colombiano      | 45.488  |
| Mario Galán Gómez                    | Cundinamarca       | Partido Liberal Colombiano      | 235.002 |
| José Backburn Cortés                 | Cundinamarca       | Partido Liberal Colombiano      |         |
| Ernesto Rojas Morales                | Cundinamarca       | Partido Liberal Colombiano      |         |
| Julio César Sánchez García           | Cundinamarca       | Partido Liberal Colombiano      | 90.079  |
| Julio César Turbay Quintero          | Cundinamarca       | Partido Liberal Colombiano      | 80.631  |
| Gustavo Rodríguez Vargas             | Cundinamarca       | Movimiento Nacional Conservador | 74.550  |
| Alfonso López Caballero              | Cundinamarca       | Partido Liberal Colombiano      | 73.529  |
| Ricaurte Losada Valderrama           | Cundinamarca       | Partido Liberal Colombiano      | 67.468  |
| Diego Roberto Pardo Koppel           | Cundinamarca       | Partido Social Conservador      | 64.039  |
| Telesforo Pedraza Ortega             | Cundinamarca       | Partido Social Conservador      | 63.129  |
| Álvaro Pava Camelo                   | Cundinamarca       | Partido Social Conservador      | 60.072  |
| Fernando Botero Zea                  | Cundinamarca       | Partido Liberal Colombiano      | 47.507  |
| René Vargas Pérez                    | Cundinamarca       | Partido Liberal Colombiano      | 47.101  |
| Armando Echeverri Jiménez            | Cundinamarca       | Partido Social Conservador      | 42.012  |
| Jaime Arias Ramírez                  | Cundinamarca       | Partido Social Conservador      | 37.778  |
| Jorge Eduardo Gechem Turbay          | Huila              | Partido Liberal Colombiano      | 42.616  |
| José Antonio Gómez Hermida           | Huila              | Partido Social Conservador      | 39.336  |
| Hugo Tovar Marroquín                 | Huila              | Partido Liberal Colombiano      | 34.361  |
| Héctor Polonia Sánchez               | Huila              | Partido Social Conservador      | 28.407  |
| Román Gómez Ovalle                   | La Guajira         | Partido Liberal Colombiano      | 47.056  |
| Rodrigo Dangond Lacouture            | La Guajira         | Partido Social Conservador      | 33.377  |
| Miguel Pinedo Vidal                  | Magdalena          | Partido Liberal Colombiano      | 64.141  |
| Edgardo Pluta Vives Campo            | Magdalena          | Partido Liberal Colombiano      | 57.072  |
| Víctor Dangond Noguera               | Magdalena          | Partido Liberal Colombiano      | 49.527  |
| Hugo Escobar Sierra                  | Magdalena          | Partido Social Conservador      | 46.041  |
| Germán Hernández Aguilera            | Meta               | Partido Liberal Colombiano      | 49.014  |
| Elías Antonio Matus Torres           | Meta               | Partido Social Conservador      | 44.576  |
| Carlos Albornoz Guerrero             | Nariño             | Partido Social Conservador      | 59.173  |
| Laureano Alberto Arellano Rodríguez  | Nariño             | Partido Liberal Colombiano      | 56.145  |
| Arcesio Sánchez Ojeda                | Nariño             | Partido Liberal Colombiano      | 48.371  |
| Ernesto Velásquez Salazar            | Nariño             | Coalición                       | 47.919  |
| Carlos Figueroa Ortiz                | Nariño             | Partido Liberal Colombiano      | 40.412  |
| Carlos Celis Carrillo                | Norte de Santander | Coalición                       | 45.169  |
| Félix Salcedo Baldión                | Norte de Santander | Partido Liberal Colombiano      | 43.879  |
| Jorge Cristo Sahium                  | Norte de Santander | Partido Liberal Colombiano      | 39.248  |
| Luís Vicente Serrano Silva           | Norte de Santander | Partido Social Conservador      | 38.340  |
| David Barros Vélez                   | Quindío            | Partido Liberal Colombiano      | 33.253  |
| Samuel Grisales Grisales             | Quindío            | Partido Liberal Colombiano      | 28.201  |
| José Ancízar López López             | Quindío            | Partido Liberal Colombiano      | 27.400  |
| Juan Guillermo Ángel Mejía           | Risaralda          | Partido Liberal Colombiano      | 80.764  |
| Oscar Vélez Marulanda                | Risaralda          | Partido Liberal Colombiano      | 40.819  |
| Emilio Isaza Henao                   | Risaralda          | Partido Social Conservador      | 36.033  |
| Horacio Serpa Uribe                  | Santander          | Partido Liberal Colombiano      | 74.883  |
| Alfonso Valdivieso Sarmiento         | Santander          | Partido Liberal Colombiano      | 68.373  |
| José Eduardo Mestre Sarmiento        | Santander          | Partido Liberal Colombiano      | 62.120  |
| Jorge Sedano González                | Santander          | Partido Social Conservador      | 55.189  |
| Feisal Mustafá Barbosa               | Santander          | Partido Social Conservador      | 50.601  |
| Tito Edmundo Rueda Guarin            | Santander          | Partido Liberal Colombiano      | 46.687  |
| Gustavo Antonio Dájer Chadid         | Sucre              | Partido Liberal Colombiano      | 57.432  |
| Julio César Guerra Tulena            | Sucre              | Partido Liberal Colombiano      | 52.344  |
| Carlos Martínez Simahan              | Sucre              | Partido Social Conservador      | 51.584  |
| Alberto Rafael Santofimio Botero     | Tolima             | Coalición                       | 106.574 |
| Jairo Rivera Morales                 | Tolima             | Coalición                       |         |
| Guillermo Angulo Gómez               | Tolima             | Partido Social Conservador      | 55.540  |
| Guillermo Alfonso Jaramillo Martínez | Tolima             | Partido Liberal Colombiano      | 50.576  |
| Maximiliano Neira Lamus              | Tolima             | Partido Social Conservador      | 48.067  |
| Carlos Holguín Sardi                 | Valle del Cauca    | Partido Social Conservador      | 258.770 |
| Humberto González Narváez            | Valle del Cauca    | Partido Social Conservador      |         |
| Hugo Castro Borja                    | Valle del Cauca    | Partido Social Conservador      |         |
| Carlos Muñoz Paz                     | Valle del Cauca    | Partido Social Conservador      |         |
| Carlos Holmes Trujillo Miranda       | Valle del Cauca    | Partido Liberal Colombiano      | 119.286 |
| Armando Barona Mesa                  | Valle del Cauca    | Partido Liberal Colombiano      |         |
| Gustavo Balcázar Monzón              | Valle del Cauca    | Partido Liberal Colombiano      | 105.603 |
| Jaime Arizabaleta Calderón           | Valle del Cauca    | Partido Liberal Colombiano      |         |
| Luis Fernando Londoño Capurro        | Valle del Cauca    | Partido Liberal Colombiano      | 89.947  |
| Germán Romero Terreros               | Valle del Cauca    | Partido Liberal Colombiano      | 61.385  |

### Cámara de Representantes
En 1990 los escaños de la Cámara de Representantes de Colombia se dividían en 195 elegidos dentro de los departamentos, más cuatro elegidos en las desaparecidas intendencias, para un total de 199 representantes, los cuales se distribuyeron así:
| Partido                          | Votos      | %    | Escaños | +/– |
| -------------------------------- | ---------- | ---- | ------- | --- |
| Partido Liberal Colombiano       | 4'500.985  | 59.2 | 119     | +21 |
| Partido Social Conservador       | 2'381.898  | 31.3 | 62      | –18 |
| Movimiento Nacional Conservador  | 148.046    | 1.9  | 3       | +3  |
| Unión Patriótica                 | 26.682     | 0.4  | 1       | –2  |
| Movimiento Unitario Metapolítico | 22.571     | 0.3  | 0       | –   |
| Alianza Nacional Popular         | 601        | 0.0  | 0       | –   |
| Coaliciones                      | 301.659    | 4.0  | 10      | –   |
| Otros partidos                   | 219.951    | 2.9  | 4       | –   |
| Votos en blanco y nulos          | 29.301     | –    | –       | –   |
| Total                            | 7'631,694  | 100  | 199     | 0   |
| Censo electoral                  | 13,793,566 | 55.3 | –       | –   |

1. 1 2  Sólo en Antioquia.
2. ↑  Incluye seis escaños de coalición del Partido Liberal y uno de la Unión Patriótica.
3. ↑  Incluye cuatro escaños de coalición del Partido Liberal, dos del Partido Conservador y dos de la Unión Patriótica.
4. ↑  Incluye un escaño del M-19.

## Elecciones regionales de 1990

### Bogotá
Juan Martín Caicedo del Partido Liberal fue elegido Alcalde de Bogotá con 597 295 votos. Hernán Vallejo del Partido Conservador obtuvo 206 959 votos y Carlos Pizarro de la Alianza Democrática M-19 reunió 70 901 de un total de 915 406.
Caicedo, quien fue derrotado por el conservador Andrés Pastrana en los comicios de 1988, contó en esta ocasión con el respaldo de todos los sectores de su partido.

## Consulta liberal
Partido Liberal Colombiano
César Gaviria fue elegido candidato del partido liberal a las elecciones presidenciales de Colombia de 1990 con 521 300 votos que representaban más del 50% del total.